# Aoki Hagane no Arpeggio
Aoki Hagane no Arpeggio (jap. 蒼き鋼のアルペジオ, Aoki Hagane no Arupejio, dt. „Arpeggio des blauen Stahls“), im Untertitel auch Arpeggio of Blue Steel, ist ein Military-Science-Fiction-Manga von Ark Performance, der auch als Anime-Fernsehserie adaptiert wurde.

## Handlung
In naher Zukunft sind durch die globale Erwärmung und dem damit verbundenen Meeresspiegelanstieg große Teile der Landfläche verlorengegangen. 2039 erscheint zudem aus dem Nichts die „Nebelflotte“ (霧の艦隊, kiri no kantai), eine Flotte von selbstständig denkenden Schiffen, die äußerlich Nachbildungen von Schiffen aus dem Zweiten Weltkrieg sind, jedoch mit überlegener Waffentechnologie, Geschwindigkeit, Selbstregeneration sowie Schutzschilden die Menschheit aus dem Meer vertreiben. Das erklärte Ziel dieser mysteriösen Nebelflotte ist dabei die Isolierung der einzelnen Staaten voneinander, weswegen auch die Kommunikation der Staaten untereinander gestört wird. Da sie zwar über überlegene Stärke verfügten, jedoch keine Strategie bzw. Taktik kannten, nahmen die Nebelschiffe sowohl als mental models bezeichnete eigene Persönlichkeiten an als sie auch als Avatare in weiblicher Form annehmen, da Schiffsnamen meistens weiblich sind, um beides zu erlangen.
17 Jahre später trifft der Marineoffizierskadett Gunzō Chihaya (千早 群像) auf ein seltsames Mädchen namens Iona (イオナ). Dieses stellt sich als Nebel-U-Boot I-401 vor, das von der Nebelflotte übergelaufen ist und keine weiteren Erinnerungen hat außer dem ihr erteilten Befehl, Gunzōs Anweisungen Folge zu leisten. Gunzō übernimmt das Kommando über das Nebel-U-Boot I-401 und beginnt, unterstützt von seinen Kameraden Sō Oribe (織部 僧) als stellvertretender Kommandant, Kyōhei Kashihara (橿原 杏平) als Waffenmaat, Shizuka Hazumi (八月一日 静) als Sonarmaat und Iori Watanuki (四月一日 いおり) als leitende Ingenieurin, den Kampf als Aoki Hagane („Blauer Stahl“) gegen die Nebelflotte aufzunehmen.
Behindert wird er dabei nicht nur von der Nebelflotte, sondern von japanischen Stellen. Dies liegt zum einen daran, dass Gunzō weitgehend unabhängig agiert, aber auch daran, da sein Vater Shōzō Chihaya (千早 翔像) zur Nebelflotte übergelaufen ist. Behindert wird er zudem durch die tiefgreifenden Spaltungen in verschiedenen Gruppierungen innerhalb des Militärs und der Regierung. So ist zum Beispiel Japan, aufgrund der Kommunikationsblockade, in drei Distrikte aufgeteilt mit je eigener Hauptstadt (Nordjapan: Sapporo, Zentraljapan: Tokio, Südjapan: Nagasaki) und je eigenem Premierminister samt Regierung.
Eines Tages bekommt Gunzō den Auftrag, nach Yokosuka zu fahren und dort eine neu entwickelte Waffe namens „Vibrationssprengkopf“ (振動弾頭, shindō dantō), die es mit den Schiffen der Nebelflotte aufnehmen könnte, abzuholen und in die USA zu überführen, da Japan von der Rohstoffversorgung abgeschnitten ist und somit nicht mehr die Möglichkeiten zu deren industrieller Massenfertigung besitzt. Auf dem Weg nach Yokosuka werden sie von dem Nebel-Schweren Kreuzer Takao (タカオ) gestellt. Mit Hilfe einer Waffe, die Gunzō von dem Nebel-Schlachtschiff Hyūga (ヒュウガ), das er einige Zeit zuvor besiegt und das sich ihm angeschlossen hatte, abmontieren und auf der I-401 anmontieren ließ, kann er Takao besiegen. Diese verliebt sich daraufhin in Gunzō.
Als sie später ein Essen mit einem als zukünftigem Premierminister gehandelten Politiker in Nagasaki haben, wird ebendiese Stadt von den schnellen Schlachtschiffen Haruna (ハルナ) und Kirishima (キリシマ) angegriffen. Die I-401 kann beide besiegen, wobei es Haruna noch gelingt den Kern der versenkten Kirishima zu retten, aber an Land geschleudert wird. Dort wird sie von einem kleinen Mädchen namens Makie Okasabe (刑部 蒔絵) gefunden, das mit ihrem Großvater auf einem großen Anwesen lebt. Sie kümmert sich um Haruna, welche wiederum freundschaftliche Gefühle gegenüber Makie entwickelt, während Kirishima zur Tarnung die Form eines Teddybären annimmt. Von Makies „Großvater“ erfahren sie, das Makie den Vibrationssprengkopf entwickelt hat und eine der wenigen überlebenden von seinem Team erschaffenen hyperintelligenten Kinder ist. Kurz darauf werden sie von Regierungstruppen angegriffen, die Makie beseitigen wollen, wobei beide mental models sie beschützen. Während der Kämpfe wird Harunas Energie soweit verbraucht, dass sie kurz davorsteht zu verlieren. Als sie um Hilfe ersucht erscheint das mental model von I-401 und verbündet sich mit ihnen um Makie zu schützen.

### Anime
Zusammen fahren sie zu ihrer Operationsbasis, wo sich Hyūga (ヒュウガ) befindet, die, nachdem sie vor einiger Zeit von Gunzō und Iona besiegt wurde, auf ihr Mental Model reduziert wurde und sich in Iona verliebt hat und nun im Dienste der Gruppe steht. Auch stellt sich heraus, dass Takao auch auf der Insel ist, um Gunzō zu fragen ob dieser ihr Kapitän wird. Sie bringt es allerdings nicht fertig zu fragen und bleibt einfach. Jedoch sind das Schnelle Schlachtschiff und Flaggschiff der 2. Östlichen Nebelflotte Kongō und der Schwere Kreuzer Maya im Anmarsch. Gunzō bittet die beiden an Land, um mit ihnen zu reden, wobei Kongō zusagt, um herauszufinden, warum alle, die mit Gunzō in Kontakt kommen, sich von der Nebelflotte abwenden. Schließlich trifft Kongō die Entscheidung das Gunzō zu gefährlich und versucht ihn zu töten. Hyūga und Takao verteidigen die Insel damit Gunzō mit seiner Crew flüchten kann. Kongō kann I-401/Iona fast zerstören, wird aber von Hyūga gehackt, so dass Iona fliehen kann. Auch macht Takao darauf aufmerksam, dass das Auslaufen den I-401 nur ein Ablenkungsmanöver war und die Crew und der Sprengkopf bei ihr an Bord sind. Nach einer Weile sieht man, dass Iona von ihren Schwesterschiffen I-400 und I-402, die direkt dem obersten Flaggschiff der Nebelflotte unterstehen, angegriffen wurde und sinkt. Takao, Hyūga, Haruna und Kirishima suchen nach ihnen, können sie aber nicht finden. Iona geht langsam die Energie aus und Gunzōs Leben schwindet, woraufhin die sonst so stoische Iona verzweifelt. Der bewusstlose Gunzō und Iona, die ihre letzten Reserven aufgebraucht hat um ihn am Leben zu halten, werden schließlich beide von Takao gerettet.
Währenddessen tauchen I-400 und I-402 bei Kongō und Maya auf und berichten Kongō von den Geschehnissen. Als diese sagt, sie würde I-401 um jeden Preis versenken und damit menschliche Gefühle zeigt entheben beide sie ihres Postens und nehmen sie in Gewahrsam. Zudem muss diese erfahren, dass Maya, ihr engstes Begleitschiff und das was ihr bei einer Freundin am nächsten kam, nur eine Überwachungseinheit war, woraufhin sie in ihrer Verzweiflung einen Nervenzusammenbruch erleidet und sich mit Maya vereint. Gunzō steht nun der immens verstärkten Kongō auf der einen Seite und der ebenfalls angekommenen amerikanischen Nebelflotte auf der anderen Seite gegenüber, die jedoch von Kongō in ihrem rasenden Zorn vernichtet wird. Iona schafft es mit ihrem Zureden Kongō aus ihrem Zorn und ihrer Depression zu befreien und sich und ihre neue Menschlichkeit zu akzeptieren, woraufhin sich Kongō wieder beruhigt und die I-401 schließlich ihre Mission den Vibrationssprengkopf zu überführen beenden kann.

## Veröffentlichung
Der Manga wird von dem Mangaka-Duo Ark Performance, bestehend aus dem Szenaristen Kōichi Ishikawa und dem Zeichner Kenji Mitsuyoshi, getextet und gezeichnet. Das Werk erscheint seit Ausgabe 11/2009 (30. September 2009) in Shōnen Gahōshas Manga-Magazin Young King OURs. Die Kapitel wurden in bisher 28 Sammelbänden (Tankōbon) zusammengefasst (Stand: November 2024):
| #  | VÖ-Datum      | ISBN                   |
| -- | ------------- | ---------------------- |
| 01 | 30. Apr. 2010 | ISBN 978-4-7859-3375-3 |
| 02 | 30. Okt. 2010 | ISBN 978-4-7859-3495-8 |
| 03 | 30. März 2011 | ISBN 978-4-7859-3593-1 |
| 04 | 29. Okt. 2011 | ISBN 978-4-7859-3726-3 |
| 05 | 28. Apr. 2012 | ISBN 978-4-7859-3831-4 |
| 06 | 30. Okt. 2012 | ISBN 978-4-7859-3954-0 |
| 07 | 30. Mai 2013  | ISBN 978-4-7859-5056-9 |
| 08 | 30. Okt. 2013 | ISBN 978-4-7859-5150-4 |
| 09 | 30. Juni 2014 | ISBN 978-4-7859-5327-0 |
| 10 | 22. Dez. 2014 | ISBN 978-4-7859-5460-4 |
| 11 | 30. Juli 2015 | ISBN 978-4-7859-5599-1 |
| 12 | 30. Apr. 2016 | ISBN 978-4-7859-5762-9 |
| 13 | 30. Nov. 2016 | ISBN 978-4-7859-5915-9 |
| 14 | 30. Juni 2017 | ISBN 978-4-7859-6034-6 |
| 15 | 30. Nov. 2017 | ISBN 978-4-7859-6076-6 |
| 16 | 30. Juli 2018 | ISBN 978-4-7859-6254-8 |
| 17 | 27. Feb. 2019 | ISBN 978-4-7859-6392-7 |
| 18 | 1. Okt. 2019  | ISBN 978-4-7859-6488-7 |
| 19 | 1. Juni 2020  | ISBN 978-4-7859-6685-0 |
| 20 | 30. Okt. 2020 | ISBN 978-4-7859-6785-7 |
| 21 | 30. Juni 2021 | ISBN 978-4-7859-6940-0 |
| 22 | 27. Dez. 2021 | ISBN 978-4-7859-7061-1 |
| 23 | 30. Aug. 2020 | ISBN 978-4-7859-7215-8 |
| 24 | 28. Dez. 2022 | ISBN 978-4-7859-7219-6 |
| 25 | 29. Juni 2023 | ISBN 978-4-7859-7432-9 |
| 26 | 30. Nov. 2023 | ISBN 978-4-7859-7547-0 |
| 27 | 30. Mai 2024  | ISBN 978-4-7859-7649-1 |
| 28 | 30. Okt. 2024 | ISBN 978-4-7859-7800-6 |

In den USA wurde der Manga im Juli 2013 von Seven Seas Entertainment lizenziert und wird seit dem 1. Juli 2014 veröffentlicht sowie digital von Crunchyroll, die die aktuellen Kapitel englisch übersetzt, zeitnah zur japanischen Magazinveröffentlichung bereitgestellt.
Vom 16. Oktober 2014 (Ausgabe 12/2014) bis 16. März 2016 (Ausgabe 5/2016) lief das Spin-off Solty Road (ソルティ・ロード, Soruti Rōdo) im Magazin Young King OURs GH, das von TALI gezeichnet wurde. Dieser konzentriert sich auf die Figuren Takao, I-402 und Zuikaku und wird als Road Movie beschrieben. Die Kapitel wurden in drei Sammelbänden zusammengefasst.

## Adaptionen

### Hörspiel
Zum Manga erschien im Magazin Young King OURs, Ausgabe 12/2011 (29. Oktober 2011) und Ausgabe 1/2012 (30. November 2011), eine Hörspiel-CD inklusive 60- bis 70-seitigen Booklet.

### Anime

#### Fernsehserie
Studio Sanzigen adaptierte den Manga als Anime-Fernsehserie unter dem Titel Aoki Hagane no Arpeggio – Ars Nova (蒼き鋼のアルペジオ -アルス・ノヴァ-, Aoki Hagane no Arupejio – Arusu Nova). Diese stellt ab Mitte der Serie eine von der Vorlage abweichende, jedoch in Zusammenarbeit mit Ark Performance entwickelte, eigene Handlung dar, bei der die Figuren der Nebelflotte stärker in den Vordergrund gerückt sind. Dies ist vor allem darauf zurückzuführen, dass die Produktion Mitte 2011 begann und so spätere Ereignisse des Mangas nicht berücksichtigt werden konnten.
Regie führte Seiji Kishi, assistiert von Kōdai Kakimoto, während das Seriendrehbuch von Makoto Uezu stammt. Das Character-Design stammt von Kazuaki Morita und das Mecha-Design vom Takehiko Matsumoto. Produziert wurde die Serie vollständig 3D-computeranimiert.
Die 12 Folgen wurden vom 8. Oktober bis 24. Dezember 2013 nach Mitternacht (und damit am vorigen Fernsehtag) auf MBS erstausgestrahlt, sowie mit bis zu einer Woche Versatz auf Tokyo MX, BS Nittere und AT-X.
Die Serie wurde mit englischen Untertiteln parallel als Simulcast zur japanischen Ausstrahlung auf Crunchyroll in Nord- und Südamerika, Australien, Neuseeland, Südafrika und großen Teilen Europas, einschließlich der deutschsprachigen Länder gestreamt.
Auf der AnimagiC 2016 gab KSM Anime bekannt, dass der Publisher die Anime-Serie in Deutschland lizenziert hat. Diese erschien am 15. Mai 2017 in einer limitierten DVD- und Blu-ray-Fassung.
Vom 5. April bis 21. Juni 2014 lief eine Wiederholung auf Tokyo MX und Sun TV, die mit jeweils mit einem einminütigen, komödiantischen Flashvideoclip beworben wurden. Diese 12-teilige Kiri-Kumas (霧くまs) genannte Reihe, die auch auf YouTube bereitgestellt wurde, zeigt die Nebelschiffe analog zur Figur Kirishima als Teddybären.
Am Ende jeder Folge wird eine Illustration eines anderen Künstlers gezeigt. Dabei wurde bei der Erstausstrahlung diesbezüglich für jede zweite Folge eine Kooperation mit dem Online-Sammelkartenspiel Kantai Collection eingegangen, das ein ähnliches Setting besitzt: Schiffe aus dem Zweiten Weltkrieg personifiziert als Mädchen. Im Gegenzug waren vom 24. Dezember 2013 bis 8. Januar 2014 einige Figuren aus Aoki Hagane no Arpeggio Teil eines Spezialevents in Kantai Collection. Die Wiederholung verwendete für alle 12 Folgen Illustrationen anderer Künstler.

#### Kinofilme
In der Young King OURs Ausgabe 8/2014 vom Juni 2014 wurde die Produktion von zwei Kinofilmen bekanntgegeben. Der erste, Aoki Hagane no Arpeggio – Ars Nova DC vom 31. Januar 2015, ist dabei eine Zusammenfassung der Fernsehserie mit neuen oder überarbeiteten Szenen, während der am 3. Oktober 2015 erschienene zweite Film Aoki Hagane no Arpeggio – Ars Nova Cadenza, eine neue Handlung hat.

#### Musik
Der Soundtrack zur Serie stammt von Masato Kōda, der zuvor hauptsächlich für Videospiele komponierte und dessen erste Fernsehserie der Anime darstellt.
Als Vorspanntitel kommt Savior of Song von Nano feat. My First Story zum Einsatz, wobei nur die Folgen 2–8, sowie 11 einen besaßen, während die anderen Folgen direkt mit der Handlung begannen. Für den Abspann kamen mehrere Titel zum Einsatz. Folge 1 verwendete Savior of Song; die Folgen 2–4 und 6–8 Blue Field (ブルー・フィールド, Burū Fīrudo), getextet und komponiert von Heart’s Cry sowie gesungen von „Trident (Mai Fuchigami, Manami Numakura, Hibiku Nakamura)“; die Folgen 5, 9 und 11 Innocent Blue getextet und komponiert von fu_mou, gesungen von Trident; sowie Folge 12 Our Story komponiert von Takeshi Kitamura und getextet und gesungen von Nano.
Die Single zu Savior of Song, die Our Story auf der B-Seite enthielt, erreichte Platz 10 der Oricon-Charts.
Trident veröffentlichte am 25. Juni 2014 das Album Purest Blue, das Blue Field und Innocent Blue enthielt, aber auch das titelgebende Lied Purest Blue, komponiert und getextet und Heart’s Cry, das wiederum in der Wiederholung der Serie bei den Folgen 4, 6, 8 und 11 als Vorspann genutzt wurde. Am 28. Juni 2014 wurde auf TV Tokyo und Sun TV zum Album ein 30-minütiges Making-of namens Trident: Mitchaku Document (Trident 密着ドキュメント) ausgestrahlt.

### Synchronisation
| Rolle            | japanischer Sprecher (Seiyū) | japanischer Sprecher (Seiyū) |
| Rolle            | Hörspiel                     | Anime                        |
| ---------------- | ---------------------------- | ---------------------------- |
| Gunzō Chihaya    | Jun Fukuyama                 | Kazuyuki Okitsu              |
| Iona             | Aoi Yūki                     | Mai Fuchigami                |
| Sō Oribe         | Tomokazu Sugita              | Shinobu Matsumoto            |
| Kyōhei Kashihara | Minoru Shiraishi             | Eiji Miyashita               |
| Shizuka Hazumi   | —                            | Nao Tōyama                   |
| Iori Watanuki    | Aki Toyosaki                 | Minami Tsuda                 |
| Kongō            | Hōko Kuwashima               | Yukana                       |
| Takao            | Rina Satō                    | Manami Numakura              |
| Haruna           | —                            | Hibiku Nakamura              |
| Kirishima        | —                            | Yumi Uchiyama                |
| Makie Osakabe    | —                            | Sayuri Hara                  |
| Hyūga            | —                            | Saki Fujita                  |
| Yamato           | —                            | Mai Nakahara                 |
| Musashi          | —                            | Rie Kugimiya                 |
| Hiei             | —                            | Mao Ichimichi                |

## Rezeption
Im Spiel World of Warships von Wargaming.net gab es aufgrund einer Zusammenarbeit eine Reihe von erspielbaren Schiffen, die der Nebelflotte nachempfunden sind mit den entsprechenden Serien-/Filmavataren und teilweise -stimmen, sowie speziellen Missionen.
2018 wurde das Werk für den 22. Osamu-Tezuka-Kulturpreis nominiert.